# Kreenholmi Manufaktuur

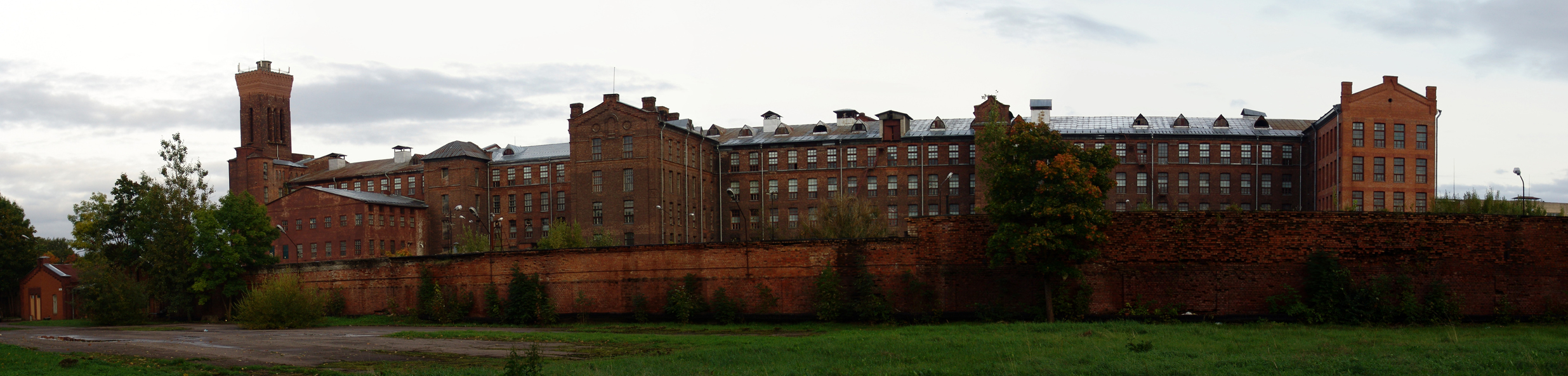
Kreenholmi Manufaktuur, 2009

Die Kreenholmi Manufaktuur (deutsch: Krähnholm Manufaktur, zuletzt: Kreenholmi Valduse) ist eine estnische Textilfabrik in Narva. Sie wurde 1857 von einer Gruppe Industrieller um den Bremer Kaufmann Ludwig Knoop begründet. Die Baumwollspinnerei und die Tuchwebereien waren vor dem Ersten Weltkrieg die bedeutendste russische Textilfabrik und zählten zu den größten der Welt. Einem beinahe vollständigen Rückgang der Geschäftstätigkeit nach 1919 folgte die Verstaatlichung der Firma nach der Besetzung Estlands durch die Sowjetunion 1944 und eine zweite Blüte als volkseigener Betrieb. Nach der Wiedererlangung der Unabhängigkeit wurde die Firma 1994 wieder privatisiert. 2010 ging sie in Konkurs; unter einem neuen Eigner wird in sehr beschränktem Umfang aber weiterhin produziert.

## Geschichte

### 19. Jahrhundert
1857 gründete Ludwig Knoop aus Bremen, ein Pionier der russischen Baumwollindustrie mit den einheimischen Industriellen Kosma Soldatenkow und Alexei Chludow eine Baumwollspinnerei. Zuvor hatte er die Insel Kreenholm (Kräheninsel) im Fluss Narva, unmittelbar an der Grenze der Gouvernemente Estland und Sankt Petersburg erworben. Die Anlagen wurden rasch erweitert. 1872 brach eine Cholera-Epidemie aus, die das Leben von 420 Arbeitern forderte. Die Wiedereinführung einer firmeneigenen Polizeieinheit, die nach der Epidemie zunächst aufgelöst worden war, resultierte im gleichen Jahr in Arbeitsniederlegungen und dem ersten großen Streik auf estnischem Boden. Der Streik weitete sich zu einem Aufstand aus, der erst mit regulären Truppen niedergeschlagen werden konnte. Eine staatliche Kommission untersuchte die Vorfälle und kam zum Schluss, dass die Arbeitsbedingungen verbessert werden mussten; die Werkspolizei wurde aufgehoben.
1893 hatte die Fabrik 340.000 Spulen und 22.000 Webstühle im Einsatz, 7.000 Personen waren beschäftigt. Der deutsche Volkswirtschaftler Gerhart von Schulze-Gaevernitz besuchte die Fabriken in den 1890er Jahren und beschrieb den Ort als "ein bisschen wie England auf russischem Boden".
An der 16 Kilometer entfernten Mündung der Narva in Narva-Jõesuu wurden große Lagerhäuser erbaut, die Baumwolle aufnahmen, welche direkt aus den USA oder über Liverpool eingeführt wurde. Der Nachfrage der Fabriken entsprechend wurde die Ware dann über den Fluss nach Narva transportiert. Die Maschinen wurden auf drei Backsteingebäude verteilt, von denen zwei fünfstöckig, eines vierstöckig war. Eine weitere Anlage, in der ausschließlich gesponnen wurde, wurde in amerikanischer Bauweise errichtet. Die englische Firma Platt Brothers & Co Ltd in Oldham lieferte die Maschinen für das Kardieren und Spinnen. Auch einige Webstühle stammten aus England, die meisten allerdings wurden von der Firma mit eigenen Maschinenbauern in einem Anbau hergestellt. Die Energie für die Transmissionsantriebe lieferten 11 Wasserturbinen mit einer Gesamtleistung von 8.550 PS, zusätzlich waren Dampfmaschinen mit 700 PS im Einsatz.
Siebzig Prozent der Spulen produzierten Garn, das hauptsächlich an Weber in den Sankt Petersburger und Moskauer Textilvierteln verkauft wurde. Eine Spezialität der Manufaktur waren 90-fädige Garne aus ägyptischer Rohware, die bei der Herstellung von Gummireifen Verwendung fanden. Die Bandbreite der Garne reichte von dreifädigen bis 90-fädigen, etwa 330.000 der Spulen waren vom Typ Spinning Mule. Bei den Weberzeugnissen handelte es sich meist um bedrucktes Tuch unterschiedlicher Ausrüstung und Satin. Fast alle diese Erzeugnisse wurden an eine Moskauer Firma geliefert, an der Kreenholm einen großen Anteil hielt.
Die Führungskräfte waren Engländer, die Arbeiterschaft bestand aus Russen und Esten. Das Unternehmen kümmerte sich um das Wohlergehen seiner Angestellten. Es betrieb ein Krankenhaus, Schulen für 1.200 Kinder und unterstützte den Bau der russisch-orthodoxen Auferstehungskathedrale und den Bau der evangelisch-lutherischen Alexanderkirche für die estnischen Arbeitskräfte. Die Angestellten, die auf dem Firmengelände wohnten, bezahlten nur eine nominelle Miete.

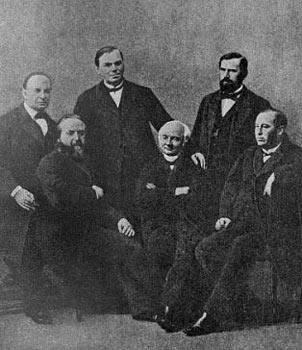
Abbildung aus dem Album "Krengolmskaya Manufactory. Historic Description, composed on the Occasion of the Fiftieth Anniversary of its Existence", St. Petersburg, 1907. Stehend von links: Ernst Kolbe, Alexei Chludow, Gerassim Chludow. Sitzend von links: Kosma Soldatenkow, Ludwig Knoop, Richard Barlow

### 20. Jahrhundert
Die Löhne des Jahres 1910 summierten sich auf $1,370,000. 74.660 Ballen Baumwolle wurden verarbeitet, aus ihnen entstanden 34.861.796 Pfund Garn und 159.994 Stücke Tuch (mit einer durchschnittlichen Länge von 40 Metern).
Vor dem Ersten Weltkrieg beschäftigte die Manufaktur über 10.000 Angestellte und stellte jährlich über 70.000 Kilometer halbfertiger Baumwollstoffe her, die in Russland gebleicht, gefärbt und weiterverarbeitet wurden. 
Nach dem Ersten Weltkrieg und dem Wegfall des russischen Marktes nach der Oktoberrevolution erfuhr die estnische Baumwollindustrie einen schweren Einbruch, der zu einer fast vollständigen Schließung des Unternehmens führte, das zuvor das größte seiner Art im Russischen Reich gewesen war.
1944 wurde das Werk bei den Kämpfen um Narva schwer beschädigt und in der Folge von den sowjetischen Behörden verstaatlicht. Es wurde wieder aufgebaut und fand zu alter Größe zurück, nun allerdings nicht mehr privatem Gewinnstreben, sondern zentralistischer Planwirtschaft verpflichtet. In den frühen 1970er Jahren besaß das Kombinat 32.000 Morgen Land und beschäftigte 12.000 Personen. Nach 1986 gewann es einen Teil seiner Freiheit zurück und durfte erstmals ohne Genehmigung des Textilministeriums in Moskau Exportverträge abschließen. 1994 erfolgte nach der Wiederherstellung der estnischen Unabhängigkeit die Reprivatisierung. Hauptanteilseigner wurde die schwedische Gesellschaft Borås Wäfveri AB. Die Krenholm-Gruppe untergliederte sich danach in die Produktionseinheiten Krenholm Finishing (Veredelung), Krenholm Sewing (Näherei), Krenholm Spinning (Spinnerei), Krenholm Terry Clothes (Bekleidung), Krenholm Weaving (Weberei); und die Verwaltungseinheit Krenholm Service sowie die für den Verkauf zuständigen Tochtergesellschaften Krenholm Textile, Krenholm Scandinavia AB und Krenholm Germany GmbH.

### 21. Jahrhundert
In den letzten Jahren geriet das Unternehmen in die Verlustzone, Restrukturierungen kosteten zahlreichen Beschäftigten den Arbeitsplatz. 2003 wurde die Spinnerei geschlossen und 170 Arbeiter wurden entlassen. Anfang 2004 waren noch 4.600 Arbeiter beschäftigt, von denen im April 2004 weitere 400 entlassen wurden.
Erste Gerüchte über einen bevorstehenden Konkurs gab es bereits 2008. Im November 2010 musste das Unternehmen dann mit 9,5 Millionen Euro Schulden Insolvenz anmelden. Das Unternehmen wurde an die schwedische Prod i Ronneby AB verkauft, deren Tochtergesellschaft Eurotekstiil das Geschäft in geringem Umfang weiterführen wollte; nur 500 Personen wurden weiterbeschäftigt. Anfang 2012 erklärte der Vorstandsvorsitzende von Eurotekstiil, eine Wiederaufnahme der Geschäftstätigkeit im früheren Umfang sei „absolut unmöglich“.